# Kiberi Forest Park
Der Kiberi Forest Park ist ein Waldgebiet im westafrikanischen Staat Gambia.

## Topographie
Das 389 Hektar große Waldgebiet liegt in der Central River Region im Distrikt Sami und wurde wie die anderen Forest Parks in Gambia zum 1. Januar 1954 eingerichtet. Es liegt rund dreizehn Kilometer nordöstlich von dem Ort Janjanbureh, der Hauptstadt der Division, entfernt. Das Gebiet liegt unmittelbar an der Grenze zu Senegal.